# Flughafen Zafer

i8
i11
i13
Der Flughafen Zafer (türkisch Zafer Havalimanı, IATA-Code: KZR, ICAO-Code: LTBZ) ist ein türkischer Regionalflughafen zwischen den Städten Kütahya, Afyonkarahisar und Uşak. Er wird durch die private IC İçtaş Holding betrieben. Der Flughafen ist mit Taxi, Privatwagen oder Flughafenbus zu erreichen.

## Geschichte
Unter dem Motto „Alle 100 Kilometer ein Flughafen“ baut oder lässt die türkische Regierung schon seit einigen Jahren Flughäfen in der Türkei bauen. Da weder die Provinzen Kütahya noch Afyonkarahisar einen Flughafen hatten, wurde 2010 mit der Planung zum Bau des Flughafens begonnen. Es wurde entschieden, dass der Flughafen in Kütahya an der Grenze zu Afyonkarahisar und Uşak gebaut werden sollte.
Die Grundsteinlegung fand am 22. April 2011 statt. Der Flughafen wurde nach dem Build-Operate-Transfer Prinzip binnen 18 Monaten gebaut. Die Kosten werden auf 155 Millionen Türkische Lira geschätzt. Nachdem am 25. November 2012 die Eröffnung stattfand, wird die Betreibergesellschaft den Flughafen bis 2044 betreiben.

## Flughafengelände
Der Flughafen verfügt über ein Terminal mit einer Kapazität von 2.000.000 Passagieren im Jahr auf einer Fläche von 17.600 m2, einen Kontrollturm und eine aktive befestigte Start- und Landebahn, die mit einem Instrumentenlandesystem (ILS) ausgestattet ist. Das Vorfeld hat eine Größe von 240 × 150 Meter und kann drei Mittelstreckenflugzeuge pro Stunde abfertigen. Der Flughafen war einer der ersten behindertengerechten Flughäfen in der Türkei. Zudem ist er seit 2015 ein „Green Airport“, was darauf hindeutet, dass der Flughafen energieeffizient und umweltschonend ist.

## Fluggesellschaften und Ziele
Im Jahr 2019 wurden Flüge nach Istanbul, Benelux sowie im deutschsprachige Raum nach Düsseldorf und Köln-Bonn angeboten.